# Monacos Grand Prix 1957
Monacos Grand Prix 1957 var det andra av åtta lopp ingående i formel 1-VM 1957.  

## Resultat
1. Juan Manuel Fangio, Maserati, 8+1 poäng
2. Tony Brooks, Vanwall, 6
3. Masten Gregory, Scuderia Centro Sud (Maserati), 4
4. Stuart Lewis-Evans, Connaught-Alta, 3
5. Maurice Trintignant, Ferrari, 2
6. Jack Brabham, Cooper-Climax

### Förare som bröt loppet
- Wolfgang von Trips, Ferrari[1] (varv 95, motor)
- Giorgio Scarlatti, Maserati[2] (64, oljeläcka)
- Ron Flockhart, BRM (60, motor)
- Carlos Menditéguy, Maserati (51, snurrade av)
- Ivor Bueb, Connaught-Alta (47, bränsleläcka)
- Harry Schell, Maserati[3] (23, upphängning)
- Horace Gould, Gould's Garage (Maserati) (10, olycka)
- Peter Collins, Ferrari (4, olycka)
- Stirling Moss, Vanwall (4, olycka)
- Mike Hawthorn, Ferrari[4] (4, olycka)

### Förare som ej kvalificerade sig
- Roy Salvadori, BRM
- Hans Herrmann, Maserati
- André Simon, Scuderia Centro Sud (Maserati)
- Luigi Piotti, Luigi Piotti (Maserati)
- Les Leston, Cooper-Climax